# Trust You
Singles de Yuna Itō
Koi wa Groovy x2
(2008) Let It Go
(2009)
Trust You est le 13e single de Yuna Itō sorti sous le label Studioseven Recordings le 4 mars 2009 au Japon. Il atteint la 5e place du classement de l'Oricon. Il se vend à 27 254 exemplaires la première semaine, et reste classé pendant 9 semaines, pour un total de 45 682 exemplaires vendus. C'est son premier single à arriver au top5 des singles depuis Mahaloha. Il sort en format CD, et en CD édition limitée avec une pochette Gundam 00.
- Trust You a été utilisé comme musique de générique de fin pour la 2esaison de l'anime Mobile Suit Gundam 00.
- Brand New World a été utilisé comme fond musical pour Hawkins Sports.

Trust You et Brand New World se trouvent sur l'album Dream. Trust You se trouve sur la compilation Love.

## Liste des titres
| 1. | Trust You                                                      | Markie          | Markie          | 5:19 |
| 2. | Brand New World                                                | Shunsuke Minami | Shunsuke Minami | 4:30 |
| 3. | Koi wa Groovyx2 -DJ-Passion More Passion Remix- (恋はgroovy×2) | Kenn Kato       | Minami Shunsuke | 3:42 |
| 4. | Trust You -Gundam 00 Ver.- (seulement sur l'édition limitée)   |                 |                 | 1:33 |
| 5. | Trust You (Instrumental)                                       |                 |                 | 5:20 |

## Interprétations à la télévision
- Hong Kong Best Advertisement Award 2009 + Endless Story (25 avril 2009)